# Pași sub ploaie
Pași sub ploaie este un film românesc din 1981 regizat de George Bușecan. Rolurile principale au fost interpretate de actorii Vladimir Găitan, Rodica Mandache, Ștefan Sileanu.

## Distribuție
Distribuția filmului este alcătuită din:
- Vladimir Găitan
- Rodica Mandache
- Ștefan Sileanu